# Lyonees
Het Lyonees (Lyonnais, Liyonês) is de verzamelnaam voor een aantal dialecten van het Arpitaans. Het wordt gesproken in Lyonnais, het territorium van de voormalige Franse provincie rondom de stad Lyon. Naar schatting wordt het dialect nog door zo’n 1.000 mensen gesproken en verstaan. De dominante taal in het betreffende taalgebied is tegenwoordig het Frans. Deze taal heeft het Lyonees steeds verder teruggedrongen. 
Het lokaal gesproken Frans kent veel Lyonese leenwoorden, zoals cagnard (zon), cayon (varken) en gone (kind). De invloed van het Lyonees is ook terug te vinden in de plaatsnamen, zoals onder meer Charpennes, Fourvière of Terraillon. 

## Dialectvarianten

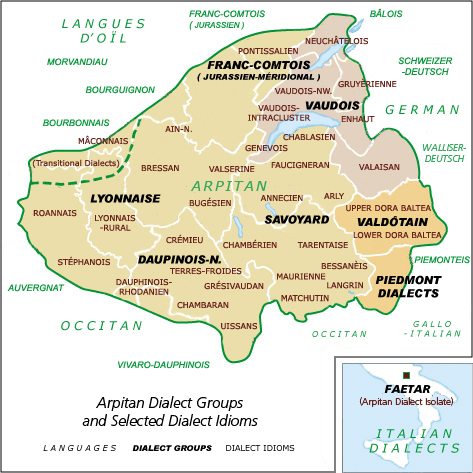
De dialectvarianten van het Arpitaans, met de Lyonese dialecten in het westen.

Over de indeling van het Arpitaans bestaat geen officiële eenstemmigheid. Het Observatoire linguistique heeft in 1999 het Lyonees als Arpitaans dialect zelf in vijf subdialecten laten onderverdelen:
1. Bressan - Gesproken in Bresse, Ain (westen); Revermont, Jura (zuidwesten) en Saône-et-Loire (oosten).
2. Bugésien - Gesproken in Bugey, Ain (zuidoost).
3. Mâconnais - Gesproken in de streek Mâcon.
4. Ruraal Lyonees - Gesproken in de Dombes, de Balmes en de heuvels en het platteland van de Lyonnais streek.
5. Roannais & Stéphanois - Gesproken in de streek rondom Roanne, Saint-Étienne en de vlakten van de Foréz.

Dauphinees · Faetar · Franc-Comtois · Lyonees · Savoyaards · Waadlands · Valdostaans

(naar indeling volgens het Observatoire linguistique)